# Championnat du Malawi de football 2017
Navigation
Saison précédente Saison suivante
La saison 2017 du Championnat du Malawi de football est la trente-deuxième édition de la Super League, le championnat de première division malawite. Elle se déroule sous la forme d’une poule unique avec seize formations, qui s’affrontent à deux reprises. En fin de saison, les trois derniers du classement sont relégués et remplacés par les trois meilleurs clubs de deuxième division malawite.
C'est le club de Be Forward Wanderers qui remporte le championnat cette saison, après avoir terminé en tête du classement final, avec deux points d'avance sur le FC Bullets et huit sur les Silver Strikers. C'est le sixième titre de champion du Malawi de l'histoire du club.

## Les clubs participants
- FC Bullets
- Moyale Barracks FC
- Blue Eagles FC
- Master Security Rangers - Promu de D2
- Silver Strikers
- Red Lions Zomba
- MAFCO FC
- ADMARC Tigers
- Be Forward Wanderers
- Kamuzu Barracks FC
- Civil Services United[1]
- Blantyre United - Promu de D2
- FISD Wizards
- Chitipa United - Promu de D2
- Mzuzu University FC
- Dwangwa United

## Compétition

### Classement
| Rang | Équipe                      | Pts | J  | G  | N  | P  | Bp | Bc | Diff |
| ---- | --------------------------- | --- | -- | -- | -- | -- | -- | -- | ---- |
| 1    | Be Forward Wanderers        | 69  | 30 | 21 | 6  | 3  | 46 | 16 | +30  |
| 2    | FC Bullets                  | 67  | 30 | 20 | 7  | 3  | 41 | 10 | +31  |
| 3    | Silver Strikers             | 61  | 30 | 16 | 13 | 1  | 39 | 16 | +23  |
| 4    | Civil Service United        | 48  | 30 | 13 | 9  | 8  | 47 | 29 | +18  |
| 5    | Blue Eagles FC              | 45  | 30 | 12 | 9  | 9  | 34 | 30 | +4   |
| 6    | MAFCO FC                    | 44  | 30 | 12 | 8  | 10 | 31 | 31 | 0    |
| 7    | Moyale Barracks FC          | 44  | 30 | 12 | 8  | 10 | 37 | 41 | -4   |
| 8    | Kamuzu Barracks FCT         | 42  | 30 | 12 | 6  | 12 | 40 | 40 | 0    |
| 9    | Red Lions Zomba             | 40  | 30 | 11 | 7  | 12 | 34 | 28 | +6   |
| 10   | Mzuzu University FC         | 37  | 30 | 10 | 7  | 13 | 32 | 34 | -2   |
| 11   | Azam Tigers                 | 32  | 30 | 6  | 14 | 10 | 30 | 31 | -1   |
| 12   | Master Security Rangers'P'C | 31  | 30 | 7  | 10 | 13 | 38 | 50 | -12  |
| 13   | Dwangwa United              | 31  | 30 | 9  | 4  | 17 | 31 | 46 | -15  |
| 14   | FISD Wizards                | 27  | 30 | 7  | 6  | 17 | 26 | 40 | -14  |
| 15   | Blantyre UnitedP            | 24  | 30 | 6  | 6  | 18 | 32 | 57 | -25  |
| 16   | Chitipa UnitedP             | 16  | 30 | 4  | 4  | 22 | 21 | 60 | -39  |

|  | Qualification pour la Ligue des champions de la CAF 2018                                 |
|  | Qualification pour la Coupe de la confédération 2018                                     |
|  | Relégation directe en deuxième division                                                  |
|  | T : Tenant du titre C : Vainqueur de la Coupe du Malawi P : Club promu de Premier League |

## Bilan de la saison
| Championnat du Malawi de football 2017                             |                                 |
| Champion                                                           | Be Forward Wanderers (6e titre) |
| Coupes et trophées                                                 |                                 |
| Vainqueur de la Coupe du Malawi 2017                               | Master Security Rangers         |
| Qualifications continentales                                       |                                 |
| Ligue des champions de la CAF 2018                                 | Be Forward Wanderers            |
| Coupe de la confédération 2018                                     | Master Security Rangers         |
| Promotions et relégations                                          |                                 |
| Promus en Super League                                             | Karonga United                  |
| Promus en Super League                                             | Nchalo United                   |
| Promus en Super League                                             | TN Stars Sunday                 |
| Relégués en Championnat du Malawi de football de deuxième division | FISD Wizards                    |
| Relégués en Championnat du Malawi de football de deuxième division | Blantyre United                 |
| Relégués en Championnat du Malawi de football de deuxième division | Chitipa United                  |